# Dinotrema curiosum
Dinotrema curiosum är en stekelart som beskrevs av Vladimir Ivanovich Tobias 2007. Dinotrema curiosum ingår i släktet Dinotrema och familjen bracksteklar. Inga underarter finns listade i Catalogue of Life.